# 悲しいほど青く/虹色ポケット
「悲しいほど青く/虹色ポケット」（かな-あお-にじいろ）は、清浦夏実の4作目のシングル。2009年10月21日にFlyingDogから発売された

## 概要
AT-X・テレビ東京系で放送のテレビアニメ『ささめきこと』の主題歌シングル。オープニングとエンディングの両曲を収録している。カップリングには、すぐそこに見えるもの（同アニメ 挿入歌）と各曲のピアノソロ版（同アニメ挿入曲）が収められている。

## 収録曲
1. すぐそこに見えるもの [1:49] 
  - 作詞：西直紀、作曲・編曲：窪田ミナ
  - テレビ東京系アニメ『ささめきこと』挿入歌[1]
2. 悲しいほど青く [4:38] 
  - 作詞：清浦夏実　作曲・編曲：窪田ミナ
  - テレビ東京系アニメ『ささめきこと』オープニングテーマ／挿入歌[2]
  - バックコーラスも担当
3. 虹色ポケット [4:03] 
  - 作詞・作曲：佐々倉有吾　編曲：山本隆二
  - テレビ東京系アニメ『ささめきこと』エンディングテーマ
  - フルート、バックコーラス、ハンドクラップも担当
4. 悲しいほど青く （without natsumi）
5. 虹色ポケット （without natsumi）
6. すぐそこに見えるもの （piano solo） [2:19]
  - テレビ東京系アニメ『ささめきこと』挿入曲[3]